# Adrian Staszewski
Adrian Staszewski (ur. 31 maja 1990) – polski siatkarz, grający na pozycji przyjmującego. 

## Sukcesy klubowe
Superpuchar Belgii:
- 2015

Liga belgijska:
- 2017, 2018, 2019

Superpuchar Polski:
- 2020

Puchar Polski:
- 2021, 2022[4], 2023[5]

Liga polska:
- 2022[6]
- 2021, 2023[7]

Liga Mistrzów:
- 2021, 2022, 2023[8]

Puchar CEV:
- 2024[9]
- 2025[10]